# ERCC6
 Белок эксцизионной репарации ДНК ERCC-6  (он же  белок CS-B ) — белок, кодируемый у человека  геном  ERCC6 . Ген  ERCC6  расположен на длинном плече хромосомы 10 в позиции 11.23.
Наличие одной или более копий мутантного ERCC6 вызывает синдром Коккейна типа II.

## Функция
ДНК может быть повреждена под воздействием ультрафиолетового излучения, токсинов, радиоактивных веществ и реактивных биохимических элементов, таких как свободные радикалы. Белок ERCC6 участвует в репарации генома, когда конкретные гены, подвергающиеся транскрипции (дублированнию  активных генов ) не функционируют; как таковой, CSB служит транскрипционной связью эксцезионной репарации белка, являясь одним из основных ферментов в активной репарации генов.

## Структура и механизм
CSB, как было установлено, обладают свойствами АТФазы; есть противоречивые публикации о влиянии концентрации АТФ на активность CSB. Самые последние данные показывают, что АДФ/AMP аллостерически регулируют CSB. Таким образом, было предположено, что CSB может способствовать образованию белкового комплекса при репарации сайтов при определённом соотношении зарядов АТФ и АДФ.
Консервативность мотивов геликазы у CSB эукариот является очевидным; все семь основных доменов белка являются консервативными среди многочисленных РНК и ДНК геликаз. Был выполнен подробный структурный анализ CSB; мотивы I, Ia, II, III в совокупности называются доменом 1, в то время как мотивы IV, V, VI составляют домен 2. Эти домены обернуты вокруг бороздки между доменами, участвующими в связывании ATP и гидролизе. Мотивы III и IV находятся в непосредственной близости от активного сайта; Следовательно, остатки в этих регионах стабилизируют связывание АТФ/АДФ с помощью водородных связей. Было предположено, что домен 2 влияет на связывания ДНК после индуцированных конформационных изменений, обусловленных гидролизом АТФ. Специфические остатки, привлекаемые связывающим геном, ещё не определены.
Эволюционные корни CSB привели некоторых к утверждению, что он обладает геликазной активностью. Очевидность геликазных свойств CSB весьма спорна; тем не менее, было обнаружено, что белок является участником внутриклеточного транспорта, традиционной роли геликаз. Сложные взаимодействия между белками репарации ДНК предполагают, что CSB у эукариот поддерживает некоторые, но не все функции своих прокариотических прекурсоров.

## Взаимодействия
CSB, как было выявлено, взаимодействует с P53.
CSB, как было выявлено, действуют как фактор ремоделирования хроматина для РНК-полимеразы II. Когда РНК-полимераза II застряла по ошибке в геноме, CSB ремоделирует двойную спираль ДНК, чтобы разрешить доступ ферментов репарации к повреждению.
CSB участвует в базовой эксцизионной репарации (BER) пути. Это демонстрирует взаимодействие с AP эндонуклеазой человека, хотя взаимодействия между рекомбинантной CSB и дезоксирибонуклеазой IV , а также фрагментами N-конца AP эндонуклеазы человека не обнаружены in vitro. В частности, CSB стимулирует разрез AP сайта активности AP эндонуклеазы, независимо от АТФ.
В дополнение к BER пути, CSB сильно интегрирована в пути эксцизионной репарации нуклеотидов (NER). В то время как BER использует гликозилазы для опознания и исправления небольщих поражений, NER особенно универсальна в репарации поврежденний ДНК УФ-излучением с помощью удаления окисленных оснований. Роль CSB в NEK лучше проявляется в результате взаимодействия с рецепторами Т-клеток, в котором белковое сотрудничество играет ключевую роль в эффективном связывании антигена.

## Нейрогенез и нейронная дифференциация
Нокаут ERCC6 в нейронных человеческих прогениторных клетках был показан, чтобы уменьшить как нейрогенез, так и нервную дифференциацию. Оба механизма являются ключевыми в развитии мозга, объясняя характерные когнитивные дефициты синдрома Коккейна — такие, как чахлое развития нервной системы — иначе ничто не объясняет связи с такими симптомами, как светочувствительность и потеря слуха.

## Синдром Коккейна
У человека, синдром Коккейна (CS) является редкой аутосомно-рецессивной лейкодистрофией (связанной с деградацией белого вещества). Мутации в ERCC6, которые приводят к CS, распределяются в обоих размерах белка, а также специфичных аминокислотных остатках, используемых в биосинтезе. У пациентов, представляющих CS типа II, часто сокращенные и/или неправильно упакованные CSB, которые нарушают экспрессию генов и транскрипцию. Характерный биологический эффект неисправной ERCC6 — гибель нервных клеток, в результате чего преждевременное старение и увеличение дефектов.
Степень, в которой малофункциональный CSB препятствует окислительной репарации, существенно влияет на неврологическое функционирование пациента. Две субформы расстройства (последняя из которых соответствует дефектам ERCC6) — CS-A и CS-B; обе вызывают проблемы в окислительной репарации, хотя пациенты CS-B чаще проявляют проблемы нервной системы, вытекающие из этого повреждения пути. Большинство больных CS типа II проявляют светочувствительность в соответствии с сильными окислительными свойствами ультрафиолетовых лучей.

## Последствия при раке
Однонуклеотидные полиморфизмы в гене ERCC6 сопоставимы со значительно повышенным риском определенных форм рака. Специфичные мутации в позиции 1097 (M1097V), а также полиморфизмы в аминокислотном остатке 1413 были связаны с повышенным риском рака мочевого пузыря для испытуемых на Тайване; кроме того, M1097V играет ключевую роль в патогенезе. Полиморфизм Rs1917799 был связан с повышенным риском рака желудка для китайских испытуемых и мутации в кодоне 399 были сопоставлены с наступлением рака ротовой полости среди тайваньских пациентов. Ещё одно исследование показало разнообразный набор мутаций в гене ERCC6 среди китайских пациентов с раком легких по сравнению с населением в целом (с точки зрения статистической значимости), но не смогли определить конкретные полиморфизмы, коррелирующие с болезнью пациента.
Нарушения репарации ДНК причинно причастно к развитию опухоли из-за неспособности неполнофункциональных белков исправить гены, ответственные за апоптоз и рост клеток. Тем не менее, подавляющее большинство исследований, касающихся влияния нокаута ERCC6 или мутаций при раке, основаны на статистических корреляциях имеющихся данных о пациенте, в отличие от механистического анализа in vivo начала ракового процесса. Следовательно, не найдя на основе белок-белок, белок-субстрат и/или субстрат-субстрат соответствующих взаимодействий, невозможно полагать мутации в ERCC6  причиной  рака на индивидуальной основе.